# Bruchidius tuberculiferus
Bruchidius tuberculiferus is een keversoort uit de familie bladkevers (Chrysomelidae). De wetenschappelijke naam van de soort werd in 1894 gepubliceerd door Caillol.